# Morolimumab
Morolimumab là một kháng thể đơn dòng ở người chống lại yếu tố Rhesus của người.